# Wituland

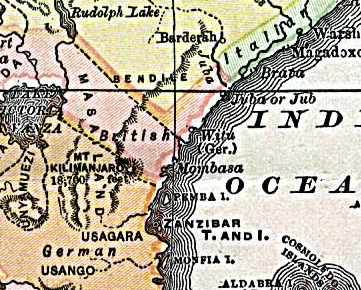
Wituland 1890.

Wituland eller bara Witu var ett omkring 300 km² stort territorium i östra Afrika som var centrerat kring staden Witu.
Clemens Denhardt bereste 1878-1879 tillsammans med sin bror Gustav (1856-1917) och Gustav Adolf Fischer området kring Tanafloden i nuvarande Kenya, och återvände sedermera till Europa för att samla medel för att det land som de undersökt skulle vinnas för den tyska handeln. 1882 lyckades Denhardt bilda Tanakommittén, som jämte vetenskapsakademin i Berlin 1884 bekostade en ny expedition till Wituland, av vars sultan, som ställde sig under tyskt beskydd, Denhardt förvärvade ett område med omkring 60 km kust jämte alla höghetsrättigheter. Han återvände därefter till Tyskland och sålde 1 400 km² av sin besittning till det av medlemmar av Tyska kolonialföreningen bildade Tyska Witu-sällskapet. 1885 blev området ett tyskt skyddsområde under namnet Tyska Witu, och Helgoland-Zanzibar-fördraget innebar att Witu blev brittiskt och 1 juli 1890 lämnade de tyska trupperna området som istället blev en del av Brittiska Östafrika.